# Словенице
Словенице (чеш. Slověnice, бывш. нем. Slowenitz) — муниципалитет в центре Чешской Республики, в Среднечешском крае. Входит в состав района Бенешов.
Один из самых малонаселённых муниципалитетов Чехии.

## География
Расположен на расстоянии 6 км к северу от города Влашим и в 49 км к юго-востоку от центра Праги.
Граничит с местечком Дивишов (с севера) и муниципалитетами Либеж (с востока), Радошовице (с юго-запада) и Билковице (с запада).
Связан автобусным сообщением с городами Влашим и Прага.

## История
Впервые упоминается в 1544 году.
В 1932 году в деревне со 152 жителями имелись кирпичный завод, таверна, кузнец, портной, мельница, 2 сапожника, швея, каменщик, газетный киоск, столяр.
До 1890-х годов Словенице было частью муниципалитета Радошовице, с начала 1980 по 1990 год — часть муниципалитета Дивишов, в остальное время — самостоятельный муниципалитет.

### Изменение административного подчинения
- 1850 год — Австрийская империя, Богемия, край Ческе-Будеёвице, политический район Бенешов, судебный район Влашим;
- 1855 год — Австрийская империя, Богемия, край Табор, судебный район Влашим;
- 1868 год — Австро-Венгрия, Цислейтания, Богемия, край Табор, политический район Бенешов, судебный район Влашим[7];
- 1920 год — Чехословацкая Республика, Пражская жупания[чеш.], политический район Бенешов, судебный район Влашим;
- 1928 год — Чехословацкая Республика, Чешская земля, политический район Бенешов, судебный район Влашим;
- 1937 год — Чехословацкая Республика, Чешская земля, политический и судебный район Влашим[8];
- 1939 год — Протекторат Богемии и Моравии, Богемия, область Немецкий Брод, политический и судебный район Влашим[9];
- 1942 год — Протекторат Богемии и Моравии, Богемия, область Прага, политический район Бенешов, судебный район Влашим[10];
- 1945 год — Чехословацкая Республика, Чешская земля, административный и судебный район Влашим[11];
- 1949 год — Чехословацкая республика, Пльзеньский край, район Влашим[12];
- 1960 год — ЧССР, Западно-Чешский край, район Бенешов;
- 2003 год — Чехия, Пльзенький край, район Бенешов, ОРП Влашим.

## Политика
На муниципальных выборах 2018 года выбрано 5 депутатов муниципального совета из 6 кандидатов списка «Выбор для Словенице».

## Население
| Год  | Численность | Численность |
| ---- | ----------- | ----------- |
| 1869 | 172         | [ 14 ]      |
| 1880 | 188         | [ 14 ]      |
| 1890 | 174         | [ 14 ]      |
| 1900 | 163         | [ 14 ]      |
| 1910 | 139         | [ 14 ]      |
| 1921 | 152         | [ 14 ]      |
| 1930 | 150         | [ 14 ]      |
| 1950 | 92          | [ 14 ]      |
| 1961 | 98          | [ 14 ]      |
| 1970 | 85          | [ 14 ]      |
| 1980 | 59          | [ 14 ]      |
| 1991 | 41          | [ 14 ]      |
| 2001 | 39          | [ 14 ]      |
| 2011 | 47          | [ 14 ]      |
| 2014 | 41          | [ 15 ]      |
| 2016 | 42          | [ 16 ]      |
| 2017 | 41          | [ 17 ]      |
| 2018 | 37          | [ 18 ]      |
| 2019 | 37          | [ 19 ]      |
| 2020 | 36          | [ 20 ]      |
| 2021 | 36          | [ 21 ]      |
| 2022 | 35          | [ 22 ]      |
| 2023 | 37          | [ 23 ]      |
| 2024 | 49          | [ 24 ]      |
| 2025 | 49          | [ 3 ]       |

По переписи 2011 года в деревне проживало 47 жителей (из них 33 чеха, 1 украинка и 13 не указавших национальность, в 2001 году — 100 % чехов), из них 27 мужчин и 20 женщин (средний возраст — 46,6 года).
Из 40 человек старше 14 лет 10 имели базовое (в том числе неоконченное) образование, 26 — среднее, включая учеников (из них 11 — с аттестатом зрелости), 4 — высшее (в том числе 1 бакалавр и 2 магистра).
Из 47 человек 16 были экономически активны (в том числе 2 работающих пенсионера), 31 — неактивен (18 неработающих пенсионеров, 3 рантье, 6 иждивенцев и 4 учащихся).
Из 16 работающих 7 работали в промышленности, по 2 — в транспортно-складской отрасли и в недвижимости, научной и управленческой сфере, по одному — в сельском хозяйстве, в строительстве и в торговле и авторемонте.